# Jan Dombrowski
Jan Andrzej Dombrowski (ur. 26 maja 1926 w Przemyślu, zm. 24 sierpnia 1990 w Krakowie) – polski bobsleista, saneczkarz, olimpijczyk z Cortina d’Ampezzo.
Mistrz Polski w saneczkowych dwójkach w roku 1949 (wraz z Zbigniewem Skowrońskim).
Na igrzyskach olimpijskich w 1956 roku wystartował w czwórkach bobslejowych (zastępując w dwóch ostatnich ślizgach kontuzjowanego Zbigniewa Skowrońskiego) zajmując 21. miejsce.